# Bandyligan 2000/2001
Bandyligan 2000/2001 spelades som enkelserie, innan lagen delades upp, och därefter följde slutspel.

## Grundserien
| Lag                          | Spelade | Vinster | Oavgjorda | Förluster | Målskillnad | Poäng |
| ---------------------------- | ------- | ------- | --------- | --------- | ----------- | ----- |
| ToPV                         | 13      | 11      | 2         | 0         | 92-26       | 24    |
| IFK Helsingfors              | 13      | 11      | 1         | 1         | 92-37       | 23    |
| OLS                          | 13      | 10      | 2         | 1         | 122-48      | 22    |
| OPS                          | 13      | 7       | 2         | 4         | 76-53       | 16    |
| Veitsiluodon Vastus          | 13      | 7       | 1         | 5         | 73-71       | 15    |
| Porin Narukerä               | 13      | 7       | 1         | 5         | 77-46       | 15    |
| Jyväskylän Seudun Palloseura | 13      | 6       | 2         | 5         | 62-53       | 14    |
| Porvoon Akilles              | 13      | 5       | 3         | 5         | 62-73       | 13    |
| Botnia-69, Helsingfors       | 13      | 5       | 2         | 6         | 61-61       | 12    |
| Kulosaaren Vesta             | 13      | 4       | 0         | 9         | 46-66       | 8     |
| Mikkelin Kampparit           | 13      | 4       | 0         | 9         | 48-96       | 8     |
| Warkauden Pallo -35          | 13      | 3       | 0         | 10        | 43-73       | 6     |
| Lappeenrannan Veiterä        | 13      | 2       | 0         | 11        | 44-111      | 4     |
| PaSa Bandy                   | 13      | 1       | 0         | 12        | 33-117      | 2     |

## Uppdelning

### Elitserien
| \| Lag \| Spelade \| Vinster \| Oavgjorda \| Förluster \| Målskillnad \| Poäng \| \| ---------------------------- \| ------- \| ------- \| --------- \| --------- \| ----------- \| ----- \| \| OLS \| 14 \| 11 \| 0 \| 3 \| 126-70 \| 22 \| \| ToPV \| 14 \| 10 \| 1 \| 3 \| 90-39 \| 21 \| \| Porin Narukerä \| 14 \| 9 \| 1 \| 4 \| 75-63 \| 19 \| \| OPS \| 14 \| 6 \| 2 \| 6 \| 85-71 \| 14 \| \| IFK Helsingfors \| 14 \| 7 \| 0 \| 7 \| 57-65 \| 14 \| \| Jyväskylän Seudun Palloseura \| 14 \| 4 \| 1 \| 9 \| 51-78 \| 9 \| \| Borgå Akilles \| 14 \| 3 \| 1 \| 10 \| 66-94 \| 7 \| \| Veitsiluodon Vastus \| 14 \| 3 \| 0 \| 11 \| 44-115 \| 6 \| | Elitseriens poängliga: - 56 (18+38) Niskanen Samuli OLS - 44 (35+ 9) Loukkola Arto OLS - 42 (28+14) Kilpeläinen Marko OPS - 42 (20+22) Vaattovaara Jari ToPV - 39 (26+13) Tieksola Tuukka OLS - 33 (9 +24) Suves Juri Narukerä - 32 (18+14) Ohtonen Jukka ToPV - 31 (4 +27) Luomansuu Petteri OPS - 26 (21+ 5) Koponen Janne HIFK - 26 (18+ 8) Kehusmaa Jarmo Vastus - 24 (4 +20) Partanen Timo Akilles - 23 (18+ 5) Huhtanen Markku Narukerä - 22 (16+ 6) Miinala Marko ToPV - 20 (8 +12) Leivo Tomi Narukerä - 20 (6 +14) Haltamo Mikko OLS - 18 (13+ 5) Laine Antti JPS - 18 (13+ 5) Tiainen Jouni Akilles |         |           |           |             |       |
| Lag | Spelade | Vinster | Oavgjorda | Förluster | Målskillnad | Poäng |
| OLS | 14 | 11      | 0         | 3         | 126-70      | 22    |
| ToPV | 14 | 10      | 1         | 3         | 90-39       | 21    |
| Porin Narukerä | 14 | 9       | 1         | 4         | 75-63       | 19    |
| OPS | 14 | 6       | 2         | 6         | 85-71       | 14    |
| IFK Helsingfors | 14 | 7       | 0         | 7         | 57-65       | 14    |
| Jyväskylän Seudun Palloseura | 14 | 4       | 1         | 9         | 51-78       | 9     |
| Borgå Akilles | 14 | 3       | 1         | 10        | 66-94       | 7     |
| Veitsiluodon Vastus | 14 | 3       | 0         | 11        | 44-115      | 6     |

### Allfinskan
| Lag                    | Spelade | Vinster | Oavgjorda | Förluster | Målskillnad | Poäng |
| ---------------------- | ------- | ------- | --------- | --------- | ----------- | ----- |
| Botnia-69, Helsingfors | 10      | 9       | 0         | 1         | 68-26       | 18    |
| Mikkelin Kampparit     | 10      | 7       | 0         | 3         | 62-42       | 14    |
| Warkauden Pallo -35    | 10      | 5       | 1         | 4         | 44-37       | 11    |
| Kulosaaren Vesta       | 10      | 4       | 0         | 6         | 37-37       | 8     |
| Lappeenrannan Veiterä  | 10      | 4       | 0         | 6         | 48-62       | 8     |
| PaSa Bandy             | 10      | 0       | 1         | 9         | 33-88       | 1     |

Botnia och Kampparit till slutspel. 

### Åttondelsfinaler
| Lag 1         | Resultat | Lag 2               |
| ------------- | -------- | ------------------- |
| Borgå Akilles | 13–4     | Mikkelin Kampparit  |
| Botnia-69     | 14–0     | Veitsiluodon Vastus |

## Kvartsfinaler
Kvartsfinaler spelades i bäst av tre.
| Lag 1          | Resultat | Lag 2                        | Match 1         | Match 2 | Match 3 |
| -------------- | -------- | ---------------------------- | --------------- | ------- | ------- |
| OLS            | 2–0      | Botnia-69                    | 10-3            | 10-3    | -       |
| ToPV           | 2–0      | Porvoon Akilles              | 2-1 förlängning | 8-6     | -       |
| Porin Narukerä | 0–2      | Jyväskylän Seudun Palloseura | 2-3             | 2-3     | -       |
| OPS            | 0–2      | IFK Helsingfors              | 1-9             | 1-9     | -       |

## Semifinaler
Spelades i bäst av tre.
| Lag 1 | Resultat | Lag 2                        | Match 1 | Match 2 | Match 3 |
| ----- | -------- | ---------------------------- | ------- | ------- | ------- |
| OLS   | 2–0      | Jyväskylän Seudun Palloseura | 11-4    | 7-2     | -       |
| ToPV  | 2–0      | IFK Helsingfors              | 7-2     | 6-4     | -       |

## Match om tredje pris
| Lag 1           | Resultat | Lag 2                        |
| --------------- | -------- | ---------------------------- |
| IFK Helsingfors | 5–3      | Jyväskylän Seudun Palloseura |

## Final
Bandyligans final spelades den 17 mars i Uleåborg.
| Lag 1 | Resultat | Lag 2 |
| ----- | -------- | ----- |
| OLS   | 4–2      | ToPV  |

## Slutställning
| Placering | Lag                          |
| --------- | ---------------------------- |
| 1.        | OLS                          |
| 2.        | ToPV                         |
| 3.        | IFK Helsingfors              |
| 4.        | Jyväskylän Seudun Palloseura |

## Finska mästarna
OLS:  	Tuukka Tieksola, Jarno Alatalo, Pekka Paasovaara, Matti Parkkinen, Matti Kaarakka, Jari-Pekka Haverinen, Hannu Simoska, Mikko Haltamo, Tero Nousiainen, Juha Nousiainen, Tommi Pikkuhookana, Arto Loukkola, Pasi Keränen, Kimmo Keränen, Markku Nissilä, Lasse Virta, Petri Paasovaara, Jari Louhelainen, Jari Valta, Samuli Niskanen.

### Fotnoter
1. 1 2  Runkosarja
2. ↑  https://web.archive.org/web/20010811093150/http://www.fortunecity.com/olympia/grange/864/00uutiset.html Bandyuutisia ToPV